# Dàn hợp xướng Thiếu nhi (Nga)
Dàn hợp xướng Thiếu nhi (tên đầy đủ: Dàn hợp xướng Thiếu nhi mang tên V. S. Popov, tiếng Nga: Большой Детский Хор имени В. С. Попова (БДХ)) là một trong những dàn hợp xướng thiếu nhi nổi tiếng nhất Liên Xô cũ và Nga. Hiện nay dàn hợp xướng này liên kết với hãng thông tấn Rossiya Segodnya.

## Lịch sử
Dàn hợp xướng được thành lập năm 1970 và có trụ sở tại Moskva. Nhạc trưởng sáng lập là Nghệ sĩ nhân dân Liên Xô Victor Sergeevich Popov (1934–2008). Các em tham gia có độ tuổi từ 4 đến 16 tuổi, được miễn học phí, không phân biệt hoàn cảnh gia đình. Các thiếu nhi tập luyện rất nghiêm túc, có thể đến đêm khuya, bù lại được biểu diễn ở những địa điểm trang trọng nhất như Nhà hát Bolshoi hay Điện Kremlin. Dàn hợp xướng ban đầu có tên Dàn hợp xướng thiếu nhi của Đài vô tuyến quốc gia toàn quốc Liên Xô và Đài truyền hình trung ương Liên Xô (tiếng Nga: Большой детский хор Всесоюзного радио и Центрального телевидения), đến năm 2008 được đặt theo theo Popov để vinh danh người sáng lập.
Dàn hợp xướng Thiếu nhi có số lượng tiết mục biểu diễn rất lớn qua hàng ngàn tác phẩm âm nhạc đa dạng, từ các bài hát ngắn, cantata, nhạc cổ điển, dân ca đến các ca khúc ái quốc của Liên Xô và Nga. Dàn hợp xướng đến nay vẫn giữ được tiếng tăm rộng rãi nhất trong xã hội hậu Xô Viết nhờ các tiết mục dành cho trẻ em, trong đó bao gồm các bài hát lấy từ phim dành cho thiếu niên, nhi đồng. Dàn hợp xướng còn biểu diễn cùng các ca sĩ nổi tiếng và giữ vai chính trong các chương trình truyền hình trong thập niên 1980. Một trong những giọng ca vang bóng một thời của hợp xướng là nam ca sĩ Sergey Paramonov, người từng góp phần phổ biến rộng rãi đến hàng triệu thính giả các bài hát như "Bài ca của Cá sấu Gena", "Toa xe lửa màu xanh" ("Goluboy vagon"),...
Nguồn âm nhạc của dàn hợp xướng gồm các tác phẩm của nhiều nhà soạn nhạc như Mikhail Glinka, Pyotr Tchaikovsky, Sergei Rachmaninoff, Sergei Prokofiev, Dmitri Shostakovich, Johann Sebastian Bach, Aleksandra Pakhmutova, Vladimir Shainsky, Eugeny Krylatov, Jury Chichkov,...

## Các giọng ca một thời
- Sergey Paramonov
- Dmitry Golov
- Oleg Kasyanov
- Vitaliy Nikolaev
- Tatyana Melekhina
- Margarita Suhankina
- Olga Korolkova
- Dmitry Galikhin
- Dmitry Mashnin
- Konstantin Dyukin
- Yuri Korobko
- Serge Kuzyurin
- Alexey Proshkin
- Alexey Stopkin
- Konstantin Kirillov
- Svetlana Kuleshova